# Boghvedegrød
Boghvedegrød er en grød, der laves på basis af boghvedegryn, der koges på mælk.
Boghvedegrød er en fynsk egnsret. Boghvede blev indført til Europa og til Danmark i 1300-tallet og allerede i 1656 omtalte Arent Berntsen i bogen "Danmarcks oc Norgis Fructbar Herlighed" boghvedegrød for "Fynbogrød".
Boghvedegryn er en væsentlig og traditionel næringskilde i adskillige lande, særlig i Rusland og i mange asiatiske lande, og boghvedegrød kogt på mælkeprodukter eller vand er ofte spist i disse områder.